# Robert Payer
Robert Payer (* 25. April 1933 in Agendorf bei Sopron) ist ein deutscher Musiker des volkstümlichen Schlagers. Er ist der Gründer und war 50 Jahre Leiter der Original Burgenlandkapelle, eines Blasorchesters aus Schwäbisch Gmünd. Robert Payer ist seit 1958 verheiratet mit Maria und hat einen Sohn (Robert) und eine Tochter (Ingrid).

## Leben
Robert Payer wuchs in Agendorf/Ungarn auf. Als Kind spielte er im dortigen Blasorchester Tenorhorn. Seinen Militärdienst verbrachte er als Posaunist in einer ungarischen Militärkapelle in Sopron und bildete sich musikalisch weiter. Nach dem ungarischen Volksaufstand siedelte die Familie 1956 nach Deutschland aus. Bei Fritz Heckler in Heidelberg machte er sein Musiker-Diplom und übte dann den Beruf eines technischen Angestellten aus. In seiner neuen Heimatstadt Schwäbisch Gmünd gründete er dann 1960 ein Blasorchester, deren Mitglieder meist – wie er – aus dem Burgenland stammen. Daher benannte er das Orchester Original Burgenlandkapelle. 1971 fanden Konzerte in den USA statt. Es folgten Auftritte in volkstümlichen Rundfunk- und Fernsehsendungen sowie mehrere Tonträgerproduktionen.
Payer nahm mit seiner Kapelle beim Grand Prix der Volksmusik 1991 teil. Ihr Titel Grüß Gott ihr Freunde erreichte bei der deutschen Vorentscheidung den 6. Platz. Heute zählt das Blasorchester zu den erfolgreicheren Kapellen volkstümlicher Schlager. In volkstümlichen Fernsehsendungen sind sie bis heute oft zu Gast.

## Titel (Auswahl)
- In der Weinschenke
- Wenn der Wein blüht
- Kleine Anuschka
- Lasst euch grüßen
- Trara, es brennt
- Treffpunkt Stern
- Posaunenpolka/Treibjagd
- Weisse Wolken
- Eine kleine Landpartie
- In der Heimatschenke
- Am Wetterkreuz
- Gruß an Eisenstadt
- Am Burggraben
- Tenoristenfreuden
- Jeden Tag ein bisschen Glück
- Herz-As-Polka
- Ungarischer Defiliermarsch
- Für Stunden der Freude
- Bei uns in Schwäbisch Gmünd

## Diskografie
- Mädel komm und tanz mit mir 1972
- Burgenland-Gold 1976
- Jeden Tag ein bißchen Glück 1977
- In der Burgschenke 1979
- Goldene Klänge aus dem Burgenland 1980
- Burgenländer Grüße 1982
- Für Stunden der Freude 1984
- Seine großen Erfolge 1987
- Für unbeschwerte Stunden 1987
- 30 Jahre 1989
- Lasst euch grüßen 1991
- Burgenländer Gold 1993
- Heut ist Musikantentag 1995
- Freunde der Musik 1997
- Es ist nie zu spät 2000
- Goldene Burgenländer Jubiläumsklänge 2002
- Lebensfreude mit schönen Melodien 2004
- 50 Jahre Robert Payer 2009